# Tancítaro (kommun)
Tancítaro är en kommun i Mexiko.   Den ligger i delstaten Michoacán de Ocampo, i den södra delen av landet, 300 km väster om huvudstaden Mexico City.
Följande samhällen finns i Tancítaro:
- Tancítaro
- Los Fresnos
- Choritiro
- Araparícuaro
- Agua Zarca
- Aguacate del Sur
- Soledad del Poniente
- El Zapote
- Fraccionamiento Aruamo
- Patámburo
- El Jacal
- Enándiro
- Las Canoas
- El Reparo
- Ojo Zarco
- El Chilar
- El Chupadero
- El Pinabete
- Los Ojos de Agua
- La Mesa del Durazno
- Agua de Chepe
- Colonia San Antonio
- El Cortijo
- Garachico
- Agua Zarquilla